# Düne Tannenbusch

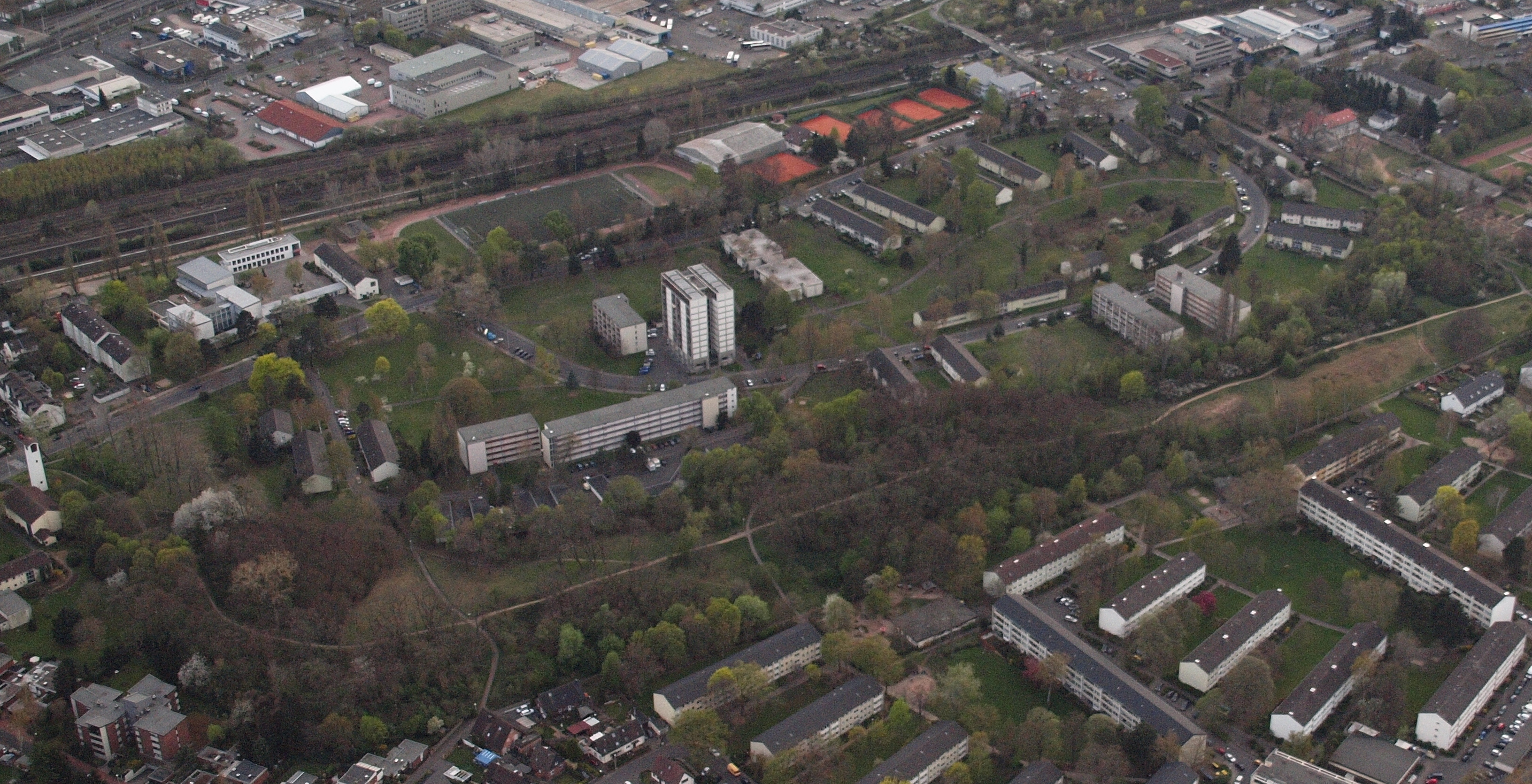
Düne Tannenbusch, im Bereich der hellen Fußwege

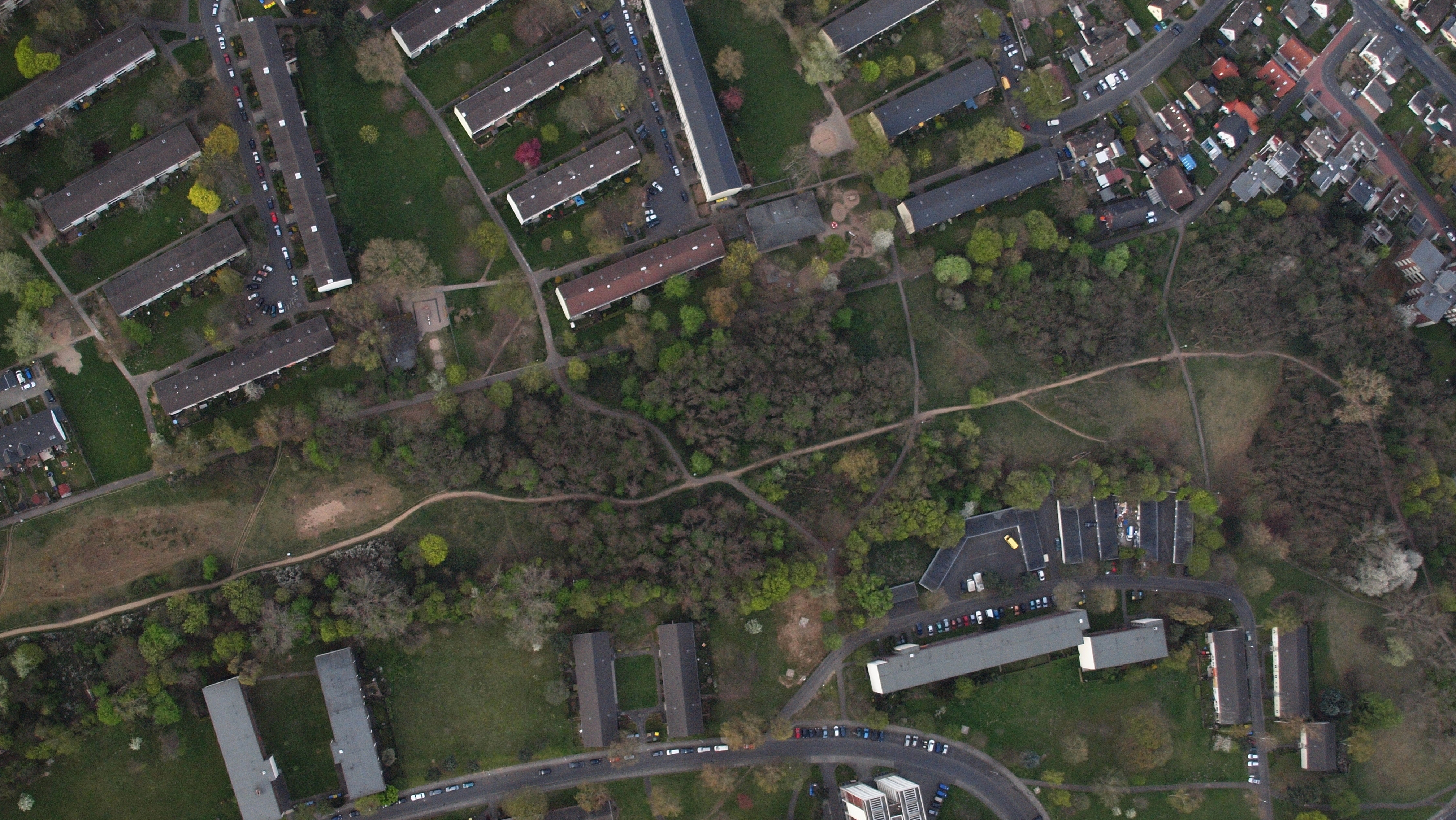
Düne Tannenbusch, Senkrechtaufnahme

Die Düne Tannenbusch ist eine Binnendüne und seit 1989 ein knapp sieben Hektar großes Naturschutzgebiet im Bonner Stadtteil Tannenbusch. 2009 wurde die Verordnung erneuert.
Die Düne entstand vor gut 10.000 Jahren am Ende der letzten Eiszeit. Zu dieser Zeit wehten Winde den Sand des Rheins hierher und türmten die Dünenkette auf. Ursprünglich war sie 600 Meter breit und 8 Kilometer lang. Während der Zeit unter französischer Besatzung ab 1794 wurden Massengräber in der Düne Tannenbusch angelegt. Zu Beginn des 19. Jahrhunderts wurde dann das Gelände umzäunt und bepflanzt, um Auswehungen des Sands auf umliegende Felder zu verhindern. Die Düne umschließt auf zwei Seiten die zu Beginn der 1950er-Jahre entstandene HICOG-Siedlung Tannenbusch.

## Vegetation
Auf der Düne wächst Sandtrockenrasen mit seinen trockenresistenten und kleinwüchsigen Gräsern und Kräutern. Zu den unter Naturschutz stehenden Pflanzen der Düne zählen unter anderem die violettblühende Sandwicke und das Silbergras.